# 彼岸花 (电视剧)
《彼岸花》，改编自安妮宝贝首篇长篇小说《彼岸花》，由康曦影业、中联传动联合出品，康曦影业制作发行，王小康亲自执导，何侯择担当总制片人，倪娜担当制片人，王静茹担当编剧，林允、宋威龙担当主演。本劇於2020年5月1日在腾讯视频、爱奇艺和台灣WeTV首播。

## 剧情梗概
《彼岸花》讲述乔是一个写文字的女人，略带点神经质，总在这个世界上寻找着一些可能并不存在的东西。她写了一本小说，说的是关于一个叫南生的女子的故事，南生爱上了自己父亲的第二任妻子的儿子和平，和平却不愿负载这份过于沉重的爱，南生选择了一种出人意料的方式来结束两人的这种关系。乔在现实生活中有一个可以称作男友的森，森在最后告诉乔：你要的是彼岸的花朵，盛开在不可触及的别处。
据介绍，电视剧《彼岸花》在改编上打破原着小说的叙述方式，将小说中乔曼笔下的南生视为乔曼的「前世」，并创新性地加入悬爱元素，将人设、故事、剧情进行有逻辑、有深度的重新编排。剧版《彼岸花》讲述了一个在繁华的大都市中、在尔虞我诈的商场上，如何才能千锤百炼，让一份挚爱得以生根发芽、收获重生的现实主义纯美悬爱故事。

## 故事大纲
和平、卓扬、许榛生和艾森是大学里的好哥们。乔曼与南生则是一对在年幼时因父母离婚而被迫分开生活的孪生姐妹。相爱的和平与南生就读于同一所大学，而作为交换生的乔曼也与南生重逢。乔曼对和平一见钟情，却只能埋藏心中。南生与和平矛盾多多，分手后，和平在卓氏集团工作，与乔曼成为同事。乔曼一直希望和平与南生重修旧好，可南生却接受了暗恋她的许榛生。岂料，结婚前夕，南生查出患有绝症，成了落跑的准新娘。南生既不愿再回到和平身边，也不想耽误许榛生的青春。和平知道自己念念不忘与南生相伴相守的成长岁月，乔曼的柔情和善解人意正是他心里南生的样子。最终，和平既没有跟南生走到一起，也没跟乔曼牵手，就如同花叶永不能相见的盛开的彼岸花，他们在各自的领域努力打拼，把美好的青春留给了记忆，拥抱太阳，大步迎接更灿烂辉煌的美好明天。

## 演员表
| 演员   | 角色      |
| 林允   | 南生/喬曼 |
| 宋威龙 | 林和平    |
| 何潤東 | 漢森      |
| 李心艾 | 阿栗      |
| 謝彬彬 | 羅辰      |
| 王耀慶 | 安凱倫    |
| 海陸   | 雪莱      |
| 李颖   | 蘭姨      |
| 郭樂   | 許榛生    |
| 刘羽琦 | 朱娣      |